# Иоанн (Дзенетис)
Епи́скоп Иоа́нн (греч. Επίσκοπος Ιωάννης в миру Иоа́ннис Дзене́тис греч. Ιωάννης Τζενέτης или Дзане́тис греч. Τζανέτης; 1880, Хрисамбелос, Восточная Фракия, Османская империя — 27 ноября 1924, Волос) — иерарх Константинопольской православной церкви, епископ Назианзский (1910—1924), викарий Ираклийской митрополии.

## Биография
Родился в 1880 году в Хрисамбелосе в Восточной Фракии и по линии матери приходился племянником митрополиту Ираклийскому Григорию (Калидису).
В 1904 году окончил Халкинскую богословскую школу, защитив диссертацию на тему «Ο επισκοπικός βαθμός κατά τους Αποστολικούς Πατέρας».
С 1905 года служил архидиаконом и позднее протосинкеллом в Ираклийской митрополии, а в 1907 году назначен архиерейским эпитропом в Кесании (Κεσάνη).
5 сентября 1910 года был рукоположен в сан епископа Назианзского, викария Ираклийской митрополии для архипастырского окормления региона Кесании. Епископскую хиротонии совершил митрополит Ираклийский Григорий (Калидис), митрополит Гелиупольский и Тирский Панарет (Петридис) и митрополит Мириофитский и Перистасейский Филофей (Михаилидис).
После Малоазийской катастрофы, вынужден был переселиться в Волос, где и скончался 27 ноября 1924 года.